# Year 3000
Year 3000 (Rok 3000) – piosenka brytyjskiego popowo-rockowego zespołu Busted, wydana na płycie w roku 2002, a później jako singiel w 2003. Następnie była przerobiona przez amerykański zespół Jonas Brothers w roku 2006.
Tekst piosenki nawiązuje do trylogii Powrót do przyszłości.

## Wersja Busted
Oryginalna wersja piosenki w wykonaniu zespołu Busted była wydana jako singiel w 2003 roku w Wielkiej Brytanii. Piosenka odniosła duży sukces w Europie, osiągając drugie miejsce na brytyjskiej i irlandzkiej liście przebojów, piąte miejsce w Belgii i siódme w Holandii, dziesiąte w Danii, piętnaste w Austrii oraz dwudzieste pierwsze miejsce w Niemczech.
W 2013 roku singiel otrzymał status srebrnego.

## Lista utworów

### UK CD 1
1. "Year 3000" (Single Version)
2. "Year 3000" (Acoustic Version)
3. "Year 3000" (The DJEJ Mix)
4. "Year 3000" (Instrumental)

### UK CD2
1. "Year 3000" (Single Version)
2. "Fun Fun Fun"
3. "Late Night Sauna"

### Singiel
1. "Year 3000" (Single Version)
2. "Fun Fun Fun"

## Cover Jonas Brothers
Jonas Brothers wydali swoją wersję piosenki "Year 3000" w 2006 roku. Zmienili trochę tekst, aby ich utwór stał się bardziej komercyjny i przyjazny dla dzieci i młodzieży. Na przykład w oryginalnej piosence było "and your great-great-great granddaughter is pretty fine" ("twoja pra pra pra wnuczka jest całkiem niezła"), w ich wersji: "and your great-great-great granddaughter is doing fine" ("twoja pra pra pra wnuczka radzi sobie nieźle"); także u Jonas Brothers: "7th album ... outsold Kelly Clarkson" zamiast "Michael Jackson", a "Girls there with round hair like Star Wars float above the floor" zamiast "triple breasted women swim around town totally naked."
Mimo że wersja Jonas Brothers była wydana w 2006 roku, trafiła na listę przebojów Billboard Hot 100 dopiero w 2007 i zadebiutowała na miejscu 40. "Year 3000" był pierwszym singlem grupy, który zajął tak wysokie miejsce. Utwór pojawił się na ich dwóch płytach It’s About Time i Jonas Brothers.